# Бальєс-Уксідантал
Бальє́с-Уксіданта́л - район (кумарка) Каталонії. Столиці району - м. Сабадель (кат. Sabadell) та Тарраса (кат. Terrassa). На півночі межує з районом Бажас, на південному сході з районом Бальєс-Уріантал, на заході з районом Баш-Любрагат, на півдні з районом Барсалунес.

## Фото

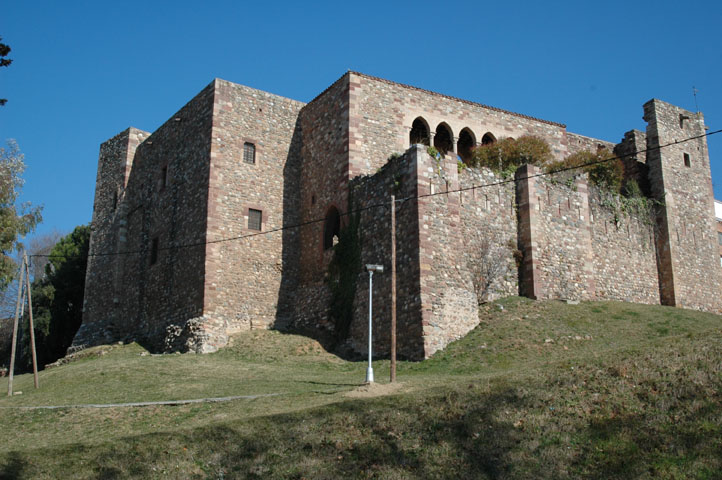
Замок Бальпарадіс у м. Тарраса
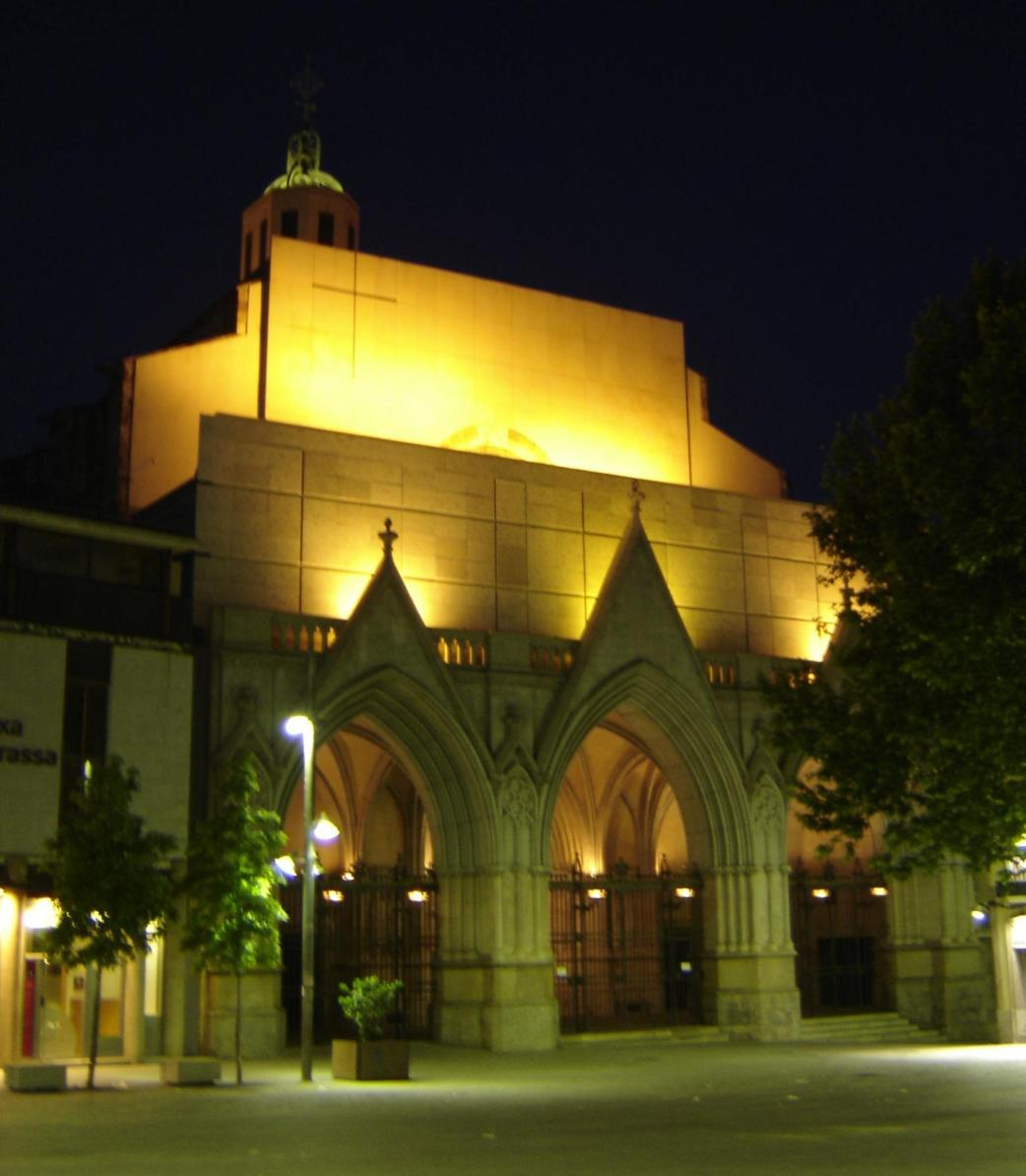
Собор Сан-Аспарі (Св. Духа) у м. Тарраса

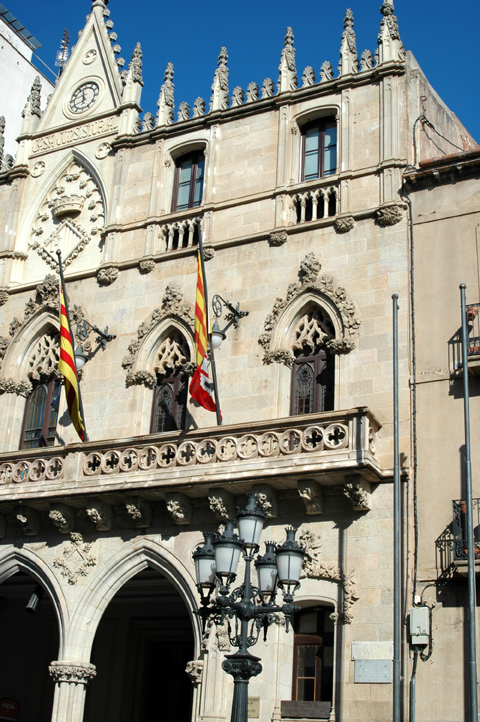
Міська рада м. Тарраса
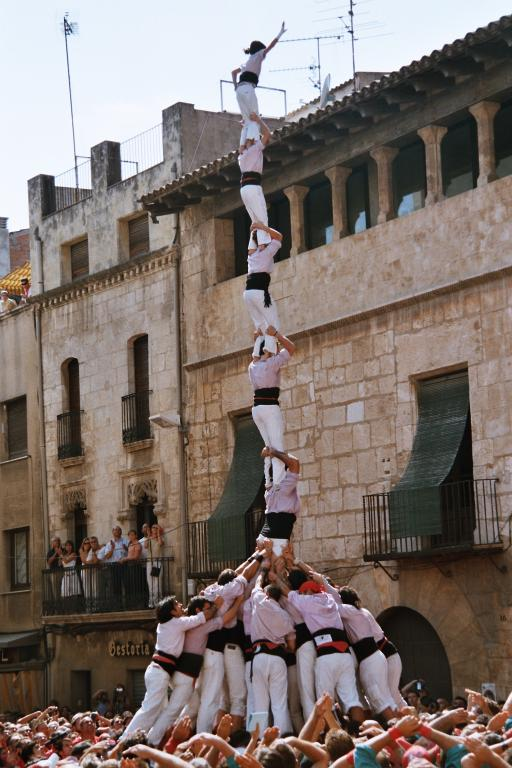
Семирівнева жива вежа у Таррасі, об'єднання "кастальєс" "Minyons de Terrassa"

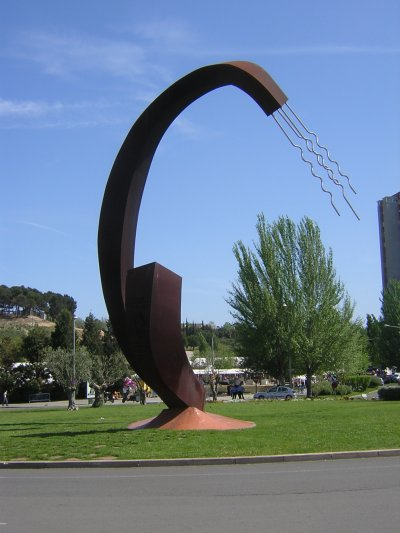
Пам'ятник Льюісу Кумпаньшу у м. Сарданьола-дал-Бальєс
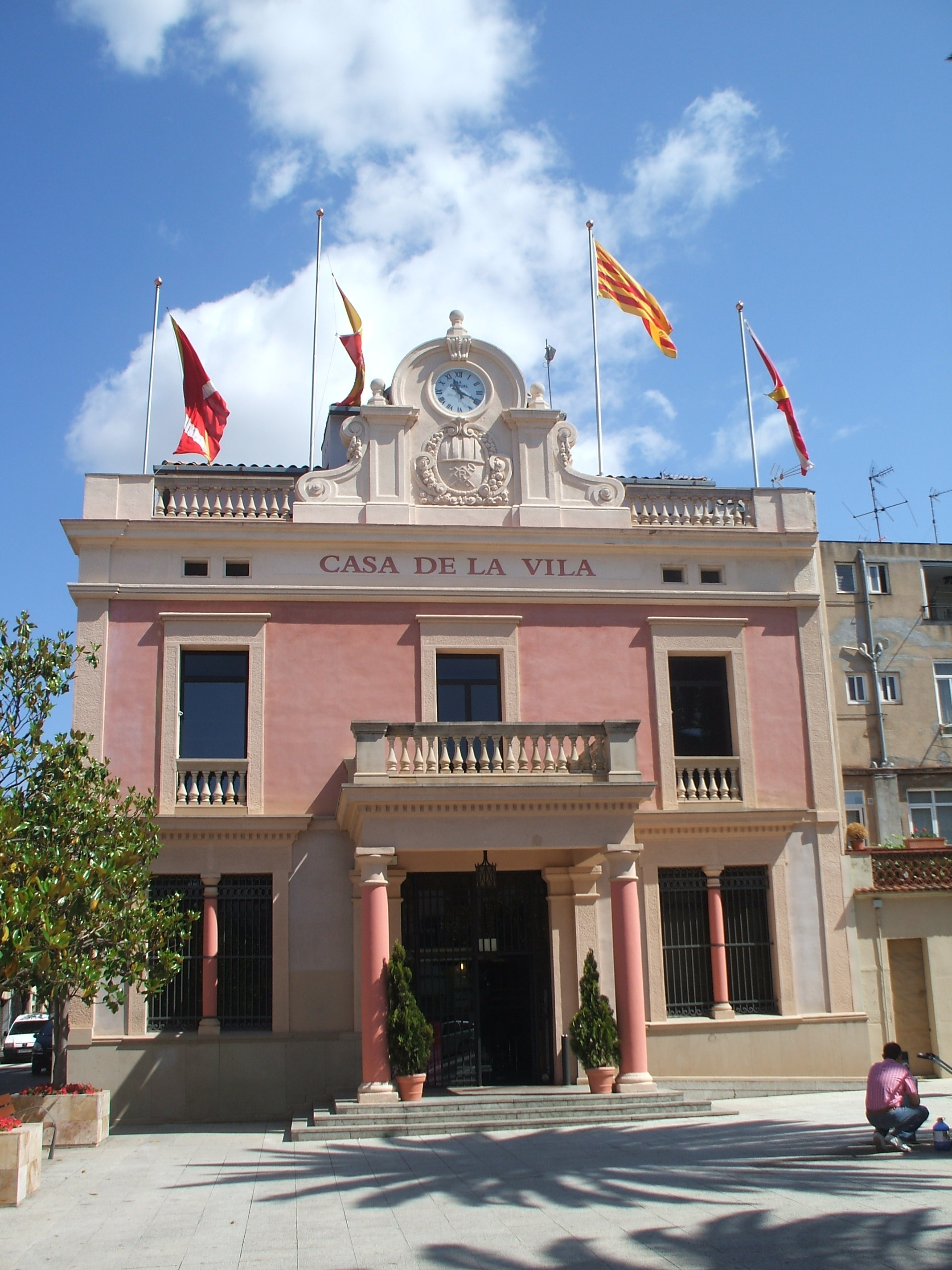
Міська рада м. Рубі

## Муніципалітети
- Бадіа-дал-Бальєс (кат. Badia del Vallès) - населення 14.230 осіб;
- Бакарісас (кат. Vacarisses) - населення 4.592 особи;
- Барбара-дал-Бальєс (кат. Barberà del Vallès) - населення 27.827 осіб;
- Біладакабальш (кат. Viladecavalls) - населення 6.890 осіб;
- Ґаліфа (кат. Gallifa) - населення 210 осіб;
- Касталя-дал-Бальєс (кат. Castellar del Vallès) - населення 20.437 осіб;
- Кастельбісбал (кат. Castellbisbal) - населення 10.842 особи;
- Матазапера (кат. Matadepera) - населення 7.966 осіб;
- Монказа-і-Рашяк (кат. Montcada i Reixac) - населення 31.725 осіб;
- Палау-суліта-і-Плагаманс (кат. Palau-solità i Plegamans) - населення 12.836 осіб;
- Пулінья (кат. Polinyà) - населення 6.428 осіб;
- Ралінас (кат. Rellinars) - населення 605 осіб;
- Ріпульєт (кат. Ripollet) - населення 34.735 осіб;
- Рубі (кат. Rubí) - населення 68.102 особи;
- Сабадель (кат. Sabadell) - населення 196.971 особа;
- Сан-Кірза-дал-Бальєс (кат. Sant Quirze del Vallès) - населення 16.581 особа;
- Сан-Кугат-дал-Бальєс (кат. Sant Cugat del Vallès) - населення 70.514 осіб;
- Сан-Люренс-Сабаль (кат. Sant Llorenç Savall) - населення 2.229 осіб;
- Санманат (кат. Sentmenat) - населення 6.988 осіб;
- Санта-Парпетуа-да-Мугоза (кат. Santa Perpètua de Mogoda) - населення 21.409 осіб;
- Сарданьола-дал-Бальєс (кат. Cerdanyola del Vallès) - населення 57.114 осіб;
- Тарраса (кат. Terrassa) - населення 194.947 осіб;
- Улястрель (кат. Ullastrell) - населення 1.450 осіб.